# True
True je hrvatski death metal-sastav iz Samobora, specifičan po tome što u svojoj glazbi koriste tamburu.

## Povijest sastava
Sastav je osnovan 2003., te svoj prvi demouradak Plastic World objavljuju 2004, a dvije godine kasnije još jedan demo, nazvan Serum. U veljači 2010. pod izdavačkom kućom Geenger Records objavili su svoj prvi studijski album Still Life. Izdanje 2013 album je imena "Symptoms" koji su objavili sami.

## Članovi sastava
- Nikola Radovanić - tambura
- Filip Fabek - gitara
- Matija Ivandić - gitara
- Luka Kovač - bubnjevi
- Rtz666 - vokali
- Marko Balaban - bas-gitara
- Igor Vranović Štikla - vokali

## Diskografija
- Plastic World (demo, 2004.)
- Serum (demo, 2006.)
- Still Life (studijski, 2010.)
- Symptoms (studijski, 2013.)

## Vanjske poveznice
- bandcamp stranica